# Jean de Tynemouth
Jean de Tynemouth, John of Tynemouth (ou John of York) est un historien anglais du Moyen Âge qui écrit au milieu du XIVe siècle.

## Biographie
On sait peu de chose sur sa vie. Selon des sources médiévales, il aurait été vicaire de la paroisse de Tynemouth dans le comté de Northumberland. En s'appuyant sur ses écrits, les spécialistes ont déduit qu'il a vécu dans la région de Wheatley, un hameau du comté d'Hampshire près de Winchester. Si c'est le cas, il serait peut-être John Whetely, aussi vicaire de Tynemouth dans les années 1350 et 1360. Ou encore, le hameau de Wheatley est situé dans le Yorkshire, ce qui expliquerait le nom sous lequel il a signé des manuscrits : John York. Il a peut-être été moine à l'abbaye Saint-Albans, puisque son œuvre a été dans un premier temps associée à ce monastère et que le vicaire de Tynemouth a été nommé par le prieur du prieuré du monastère à Tynemouth, lequel dépendait de Saint-Albans.
On doit à Jean de Tynemouth une chronique : Historia Aurea, rédigée vers 1350. Il s'agit d'une histoire du monde, de sa création à l'année 1347. Il s'est inspiré d'une version abrégée du Polychronicon de Ranulf Higdon. Le texte complet de l’Historia existe encore sur des manuscrits conservées à la cathédrale de Durham, à l'abbaye de Bury St Edmunds et à la abbaye de Saint-Albans. Pour cette dernière, les copies sont datées du XVe siècle, ce qui élimine l'hypothèse que Jean de Tynemouth a été moine à cette abbaye. Des versions courtes de l’Historia circulent encore.
On doit aussi à Jean de Tynemouth Sanctilogium ou Sanctilogium Angliae Walliae Scotiae et Hiberniae (Sanctilogium de l'Angleterre, du Pays de Galles, de l'Écosse et de l'Irlande), un recueil de courtes biographies de 156 saints anglais. Le Sanctilogium n'est conservé que dans une seule copie manuscrite, qui se trouve dans les collections de la British Library. La troisième œuvre de Jean de Tynemouth, Martyrologium, est partiellement connue grâce à des addendas à son Historia Aurea.